# Лижні перегони на зимових Олімпійських іграх 2010 — естафета 4 x 10 км (чоловіки)
Чоловіча лижна естафета 4 x 10 км на Зимових Олімпійських іграх 2010 відбулася 24 лютого 2010 в Олімпійському парку Вістлера у Вістлері, Британська Колумбія.
Титул олімпійських чемпіонів захищала команда Італії, яка перемогла на Туринській олімпіаді в складі: Валеріо Вальбуса, Джорджо Ді Чента, П'єтро Піллер Коттрер та Крістіан Цорці. Відтоді Вальбуса завершив спортивну кар'єру. Попередній чемпіонат світу виграла команда Норвегії. Останнє змагання в рамках Кубка світу теж виграли норвежці.
Кожна команда складалася з 4 лижників, перші два бігли класичним стилем, останні два — вільним стилем. Для двох стилів були підготовлені різні траси.

## Результати
На першому етапі найшвидшим був Яухоярві з Фінляндії (підсумкове п'яте місце), друге та третє місця посідали Франція (підсумкове четверте місце) та Швеція. На другому етапі чех Бауер вивів свою команду з дев'ятого на друге місце. Швеція вийшла на перше місце, а Франція опустилася на третє. Найшвидшим на третьому колі етапі був француз Маніфіка, якому вдалося вивести свою команду на друге місце, випередивши чехів. Норвежці після третього етапу були шостими, але на останньому вирішальному етапі найшвидшим був Петтер Нортуг, вивівши свою команду на друге місце попереду чехів. Попри те, що шведи не були найшвидшими на жодному з етапів, вони виграли естафету, вперше з 1988.
| Місце | Стартовий номер | Країна                                                                       | Час                                       | Відставання |
| ----- | --------------- | ---------------------------------------------------------------------------- | ----------------------------------------- | ----------- |
| 1     | 6               | Швеція Данієль Рікардссон Юхан Ульссон Андерс Седергрен Маркус Гельнер       | 1:45:05.4 27:57.9 27:55.2 24:35.2 24:37.1 | +0.00       |
| 2     | 1               | Норвегія Мартін Йонсруд Сунбі Одд-Бйорн Г'єльмесет Ларс Бергер Петтер Нортуг | 1:45:21.3 27:59.9 28:27.5 24:38.4 24:15.5 | +15.9       |
| 3     | 11              | Чехія Мартін Якш Лукаш Бауер Їржі Маґал Мартін Коукал                        | 1:45:21.9 28:22.4 27:36.4 24:34.8 24:48.3 | +16.5       |
| 4     | 9               | Франція Жан-Марк Ґайяр Венсан Віттоз Моріс Маніфіка Еммануель Жонньє         | 1:45:26.3 27:56.7 28:03.6 24:31.5 24:54.5 | +20.9       |
| 5     | 3               | Фінляндія Самі Яухоярві Матті Хейккінен Теему Каттілакоскі Вілле Ноусіяйнен  | 1:45:30.3 27:55.6 28:32.3 24:37.1 24:25.3 | +24.9       |
| 6     | 2               | Німеччина Єнс Фільбріх Аксель Тайхманн Рене Зоммерфельдт Тобіас Ангерер      | 1:45:49.4 27:58.3 28:22.6 24:43.7 24:44.8 | +44.0       |
| 7     | 5               | Канада Девон Кершоу Алекс Гарві Іван Бабіков Джордж Ґрей                     | 1:47:03.2 28:23.8 28:21.3 24:33.5 25:44.6 | +1:57.8     |
| 8     | 13              | Росія Микола Панкратов Петро Сєдов Олександр Легков Максим Вилегжанін        | 1:47:04.7 28:33.4 28:07.4 24:56.9 25:27.0 | +1:59.3     |
| 9     | 4               | Італія Валеріо Кеккі Джорджо Ді Чента П'єтро Піллер Коттрер Крістіан Цорці   | 1:47:16.6 28:22.1 28:34.3 24:39.8 25:40.4 | +2:11.2     |
| 10    | 7               | Швейцарія Тоні Ліверс Курдін Перл Ремо Фішер Даріо Колонья                   | 1:47:57.2 28:20.7 28:26.7 25:35.1 25:34.7 | +2:51.8     |
| 11    | 10              | Казахстан Сергій Черепанов Олексій Полторанін Євген Величко Микола Чеботко   | 1:49:49.1 28:36.1 27:45.2 26:38.3 26:49.5 | +4:43.7     |
| 12    | 14              | Словаччина Мартін Байчичак Іван Баторій Міхал Малак Петер Млинар             | 1:49:52.0 28:21.2 28:28.7 25:49.6 27:12.5 | +4:46.6     |
| 13    | 12              | США Ендрю Ньюел Торін Куз Ґерротт Каззі Саймі Гемілтон                       | 1:51:27.7 28:37.9 30:01.5 25:49.6 26:58.7 | +6:22.3     |
| 14    | 8               | Естонія Альго Кярп Яак Мае Айвар Регемяа Каспар Кокк                         | 1:51:41.2 29:54.6 28:43.4 25:50.0 27:13.2 | +6:35.8     |